# Омаг, Аслы
Аслы́ Ома́г (тур. Aslı Omağ; род. 31 июля 1969, Стамбул) — турецкая оперная певица и актриса

 театра, кино, телевидения и озвучивания.

## Биография и карьера
Аслы Омаг родилась 31 июля 1969 года в Стамбуле (Турция). В детстве Омаг некоторое время проживала и обучалась в Англии, посещала начальную школу Александры и колледж Кью Ричмонда в Хаунслоу. В 1980 году она вернулась в Турцию, где окончила среднюю школу для девочек Нишанташи. В 1984 году Омаг поступила в Университет изящных искусств имени Мимара Синана (факультет изящных искусств, отделение оперы и исполнительских искусств), а после его окончания также получила степень магистра в Университете Ньюпорта (факультет поведенческих наук).
В конце 1980-х годов Омаг начала музыкальную карьеру. С 2003 года она снимается в фильмах и телесериалах, играет в театре.

## Фильмография
| Год       |    | Русское название                     | Оригинальное название        | Роль                     |
| --------- | -- | ------------------------------------ | ---------------------------- | ------------------------ |
| 2003      | с  | Наука о жизни                        | Hayat Bilgisi                |                          |
| 2005      | ф  | Осторожно, вор!                      | Hırsız Var                   | секретарь                |
| 2007      | с  | Тысяча и одна ночь                   | Binbir Gece                  |                          |
| 2008      | с  | Остановка «Акация»                   | Akasya Durağı                |                          |
| 2008      | с  | Моя мама — ангел                     | Benim Annem Bir Melek        |                          |
| 2008      | мф | Ромео с обочины                      | Roadside Romeo               | Лейла                    |
| 2009      | ф  | Нет офсайда                          | No Ofsayt                    | Севинч                   |
| 2009—2011 | с  | Моя ромашка                          | Papatyam                     | Гюльшен                  |
| 2012      | с  | Дорогой                              | Canım Benim                  |                          |
| 2012      | с  | Дедушкин шкаф                        | Dedemin Dolabı               | Бакие                    |
| 2013      | с  | Ложный мир                           | Yalan Dünya                  | жена губернатора         |
| 2013      | с  | Спасаясь от дождя                    | Yağmurdan Kaçarken           | мать Идиль               |
| 2014      | ф  | Я люблю тебя, мой мужчина            | Seni Seviyorum Adamım        | Бетюль                   |
| 2014      | мф | Рио 2                                | Rio 2                        | розовая ядовитая лягушка |
| 2015      | с  | Моё сердце осталось у Эгейского моря | Kalbim Ege'de Kaldı          | Хатидже Гыпгып           |
| 2016      | с  | Ты моя Родина                        | Vatanım Sensin               | Марика                   |
| 2017—2020 | с  | Вставай, пойдём                      | Kalk Gidelim                 | Мерьем Кютюк Конак       |
| 2018      | ф  | Песня нашей деревни                  | Bizim Köyün Şarkısı          | Севим                    |
| 2019      | ф  | Орнамент убийства                    | Cinayet Süsü                 | Фулья                    |
| 2021      | с  | Плюс                                 | Arti                         |                          |
| 2023      | с  | Если сильно полюбишь                 | Ya Çok Seversen              | Султан                   |
| 2023      | с  | Дни огня: Независимость              | Yangın Günleri: Independenta |                          |